# Le Marchand d'armes
Pour plus de détails, voir Fiche technique et Distribution.
Le Marchand d'armes, ou Le Trafiquant d'armes (The Gunrunner), est un film canadien réalisé par Nardo Castillo, sorti en 1989.

## Distribution
- Kevin Costner : Ted Beaubien
- Sara Botsford : Maud Ryan
- Paul Soles : Lochman
- Gerard Parkes : Wilson
- Ron Lea : George
- Mitch Martin : Rosalyn
- Larry Lewis : Robert
- Daniel Nalbach : Max